# Oenothera jamesii
Oenothera jamesii är en dunörtsväxtart som beskrevs av John Torrey och Gray. Oenothera jamesii ingår i släktet nattljussläktet, och familjen dunörtsväxter. Inga underarter finns listade i Catalogue of Life.